# Katwa
Katwa là một thành phố và khu đô thị của quận Barddhaman thuộc bang Tây Bengal, Ấn Độ.

## Nhân khẩu
Theo điều tra dân số năm 2001 của Ấn Độ, Katwa có dân số 71.573 người. Phái nam chiếm 51% tổng số dân và phái nữ chiếm 49%. Katwa có tỷ lệ 74% biết đọc biết viết, cao hơn tỷ lệ trung bình toàn quốc là 59,5%: tỷ lệ cho phái nam là 78%, và tỷ lệ cho phái nữ là 69%. Tại Katwa, 10% dân số nhỏ hơn 6 tuổi.